# لا گالرا
لا گالرا (به اسپانیایی: La Galera) یک شهرستان در اسپانیا است که در استان تاراگونا واقع شده‌است.

## خصوصیات
لا گالرا ۲۷٫۵ کیلومترمربع مساحت و ۸۸۴ نفر جمعیت دارد و ۱۲۰ متر بالاتر از سطح دریا واقع شده‌است.